# 克里斯特·约翰松
克里斯特·约翰松（瑞典語：Christer Johansson，1944年12月10日—），瑞典男子乒乓球运动员。他曾获得2枚欧洲乒乓球锦标赛男子团体金牌。